# Forêt en Wallonie

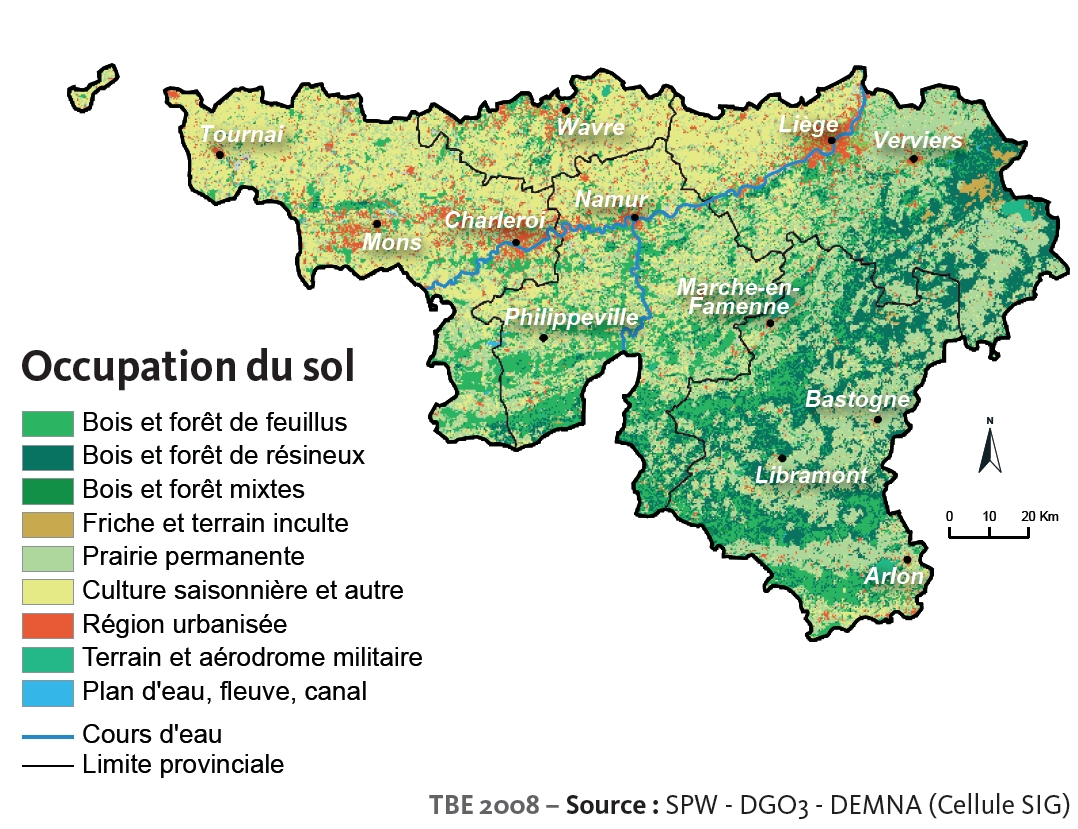
Carte d'occupation des sols en Wallonie, indiquant les bois et forêts de feuillus, de résineux et mixtes.

La forêt wallonne couvre approximativement 554 000 ha, ce qui couvre environ 33 % de son territoire. Sa superficie a continuellement augmenté depuis la fin du XIXe siècle. 
En Belgique, la gestion des forêts est une compétence régionale. Il n'y a pas de politique forestière belge nationale.

## Histoire

### Préhistoire
Avant le 5e millénaire avant notre ère, le territoire de l'actuelle Wallonie était dominé par la taïga sous l'influence de la dernière ère glaciaire. Celle-ci est remplacée par la forêt feuillue au fur et à mesure que le réchauffement climatique rend le climat plus hospitalier. Elle fait office de climax et est la base des peuplements actuels.
Vers l'an 4000, l'être humain commence à pratiquer l'agriculture itinérante dans la région. Il défriche certaines parcelles de forêt, en se limitant à celles qui se trouvent sur un sol meuble, qui peuvent être travaillées même avec les outils rudimentaires dont ils disposent.
Les parcelles défrichées servent de terres cultivables pendant un temps limité, puis sont laissés à l'abandon et sont recolonisées par la forêt, avec, éventuellement, une période intermédiaire pendant laquelle elle sert de saltus. 
Cette longue rotation culturale permet le renouvellement de la fertilité du sol grâce à la capacité de la forêt à reconstituer l'humus et à accumuler les minéraux.
Avec l'âge du fer, l'agriculture va progressivement se sédentariser, et se pratiquer sur des terrains en permanence ouverts. Cette évolution n'est toutefois pas homogène sur l'ensemble du territoire: lorsque les conquérants romains arriveront, le nord du territoire est déjà largement engagé sur cette voie, tandis que le sud du sillon Sambre-et-Meuse est encore largement sous l'influence de l'agriculture itinérante.

## État des lieux

### Source des données
Sauf indication contraire, les chiffres indiqués proviennent des résultats du premier cycle de l'inventaire permanent des ressources forestières wallonnes, mené de 1994 à 2008. Ils ne reflètent donc pas l'état de la forêt à un moment donné mais une moyenne sur une période de 14 ans.
Le deuxième cycle de l'inventaire, en cours depuis 2008, n'est pas encore complet; seules 30 % des parcelles ont effectivement été inventoriées. Cependant, les résultats partiels permettent déjà de déceler certaines évolutions significatives.

### Généralités
La forêt couvre 554 000 ha du territoire wallon, ce qui correspond à 33 % de sa superficie totale. Ce pourcentage est similaire à celui des voisins français (30 %), allemand (31 %) et luxembourgeois (35 %) et largement supérieur à celui de la Flandre (11 %).
 
Par comparaison avec 1984, la surface boisée a légèrement augmenté : elle n'était alors que de 537 000 ha. Cependant, si l'on ne tient compte que de la surface productive, c'est-à-dire si l'on exclut la surface occupée par les voiries, l'eau, et les terrains incultes, on observe une diminution; on passe de 494 000 ha à 479 000 ha. Cette diminution est principalement due à l'absence de reboisements sur certaines parcelles mises à blanc.

Sur une période plus longue, on observe une augmentation très claire de la surface boisée, avec 89 000 ha de surface productive gagnés depuis 1895. Cette augmentation est principalement due à l'augmentation des surfaces de futaie résineuse, ainsi qu'à l'ajout au territoire belge, entre-temps, des Cantons de l'Est, qui accueillent 40 000 ha de forêts.
En 2008, 54 % de la surface est recouverte par des essences feuillues. Les peuplements résineux, et principalement les pessières, couvrent le reste de l'étendue. 
La proportion de feuillus est en augmentation: elle était de 50 % en 1984, et atteindrait 57 % en 2015, si l'on se base sur les résultats partiels du deuxième cycle de l'inventaire forestier.

Du point de vue du régime forestier, la majorité des forêts wallonnes sont des futaies (366 000 ha de surface productive). Les taillis sous futaie restent également très présents (98 000 ha) tandis que les taillis ne couvrent plus que 14 000 ha. Ces deux derniers régimes forestiers, progressivement convertis en futaie, sont en constante diminution depuis 1895.
48 % de cette surface est propriété publique et gérée par le DNF. Les trois quarts des forêts publiques sont des forêts communales, et le reste comprend majoritairement les forêts et réserves naturelles domaniales. Les 52 % restant sont sous propriété privée. Ces proportions sont assez stables depuis 1984.

Les forêts privées sont extrêmement morcelées : leur superficie moyenne est de 40 hectares, tandis que celle des forêts publiques est de 500 hectares[réf. souhaitée].
| Propriétaires                 | Surface (ha) | (%)   |
| ----------------------------- | ------------ | ----- |
| Région (forêts domaniales)    | 55 350       | 10,0  |
| Communes                      | 196 900      | 35,5  |
| Autres propriétaires publics  | 14 800       | 2,7   |
| Total propriétaires publics   | 267 050      | 48,2  |
| Propriétaires privés          | 286 950      | 51,8  |
| Ensemble de la forêt wallonne | 554 000      | 100,0 |

### Essences
En futaie, les peuplements feuillus les plus courants sont les chênaies (18 % de la surface), les hêtraies (9 %), et les hêtraies-chênaies (5 %). Les peupleraies, situées en général en zone agricole, comptent pour 2%.

Les peuplements résineux sont largement dominés par les pessières, qui comptent pour 35 % de la surface forestière productive totale. Les autres peuplements courants sont les douglesaies (3 %), pineraies (3 %) et mélèzières (2 %), auxquels il faut ajouter 2 % de mélange Épicéa-Douglas et 4 % d'autres peuplements résineux.

## Usages de la forêt
La production de bois représente 90 % du revenu lié à la forêt[réf. souhaitée]. Les forêts de conifères y sont près de trois fois plus rentables[précision nécessaire]. Elles servent également à la chasse, au tourisme et à la récréation. 